# August Christian Ludwig Karl von Dönhoff
August Christian Ludwig Karl von Dönhoff (ur. 12 lutego 1742 w Berlinie, zm. 30 marca 1803 tamże) – pruski dyplomata z rodu Dönhoff, który wydał wielu dyplomatów. W latach 1771–1774 był pruskim posłem w Sztokholmie. Następnie został pruskim ministrem wojny.

## Życiorys
August Christian Ludwig Karl von Dönhoff należał do pruskiej rodziny arystokratycznej Dönhoff. Był wnukiem pruskiego dyplomaty i generała lejtnanta Ottona Magnusa von Dönhoffa (1665-1717), a synem pułkownika i szambelana Friedricha von Dönhoffa (1708-1769) oraz jego żony Wilhelmine Sophie von Kameke (1712-1758), córki generała Paula Antona von Kameke.
Dönhoff posiadał rozległe posiadłości. Po ojcu otrzymał Friedrichstein, Hohenhagen, Löwenhagen, Borchersdorf i Barthen. Ten ostatni sprzedał w 1773 r., ale nabył Weißenstein w 1782 r. Został pruskim tajnym radcą i posłem w Sztokholmie. Później pełnił funkcje ministra wojny w 1786 r., a w końcu naczelnego marszałka (Obermarschall). Był członkiem luterańskiego Zakonu Szpitalników św. Jana Jerozolimskiego, masonem i członkiem loży „Zu den drei Kronen” w Królewcu.

## Potomstwo
August Christian Ludwig Karl von Dönhoff 1 czerwca 1761 r. poślubił Charlotte Amalie Rollaz du Rosey (wnuczkę Bogislawa Friedricha von Dönhoffa (1669-1742); oboje byli potomkami Friedricha (1639-1696)). Małżeństwo doczekało się ośmiorga dzieci, m.in.:
- Sophie Charlotte Caroline Amalie Albertine Friederike (1762–1820)
- August Friedrich Philipp (1763–1838), dziedzic Friedrichsteinu, pruski pułkownik, fligeladiutant, naczelny marszałek i ochmistrz krajowy (Oberhofmarschall, Landhofmeister), kawaler Orderu Pour le Mérite
- Emilie Alexandrine (1769–1840)